# Taufbecken (Noordpeene)

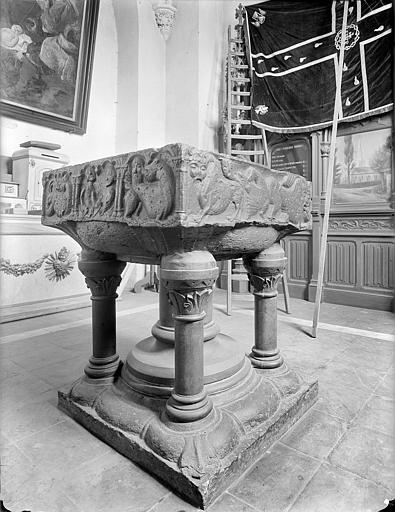
Taufbecken in Noordpeene

Das Taufbecken in der katholischen Kirche Saint-Denis (Église catholique Saint-Denis) in Noordpeene, einer französischen Gemeinde im Département Nord in der Region Hauts-de-France, wurde vermutlich im 13. Jahrhundert geschaffen. Im Jahr 1933 wurde das Taufbecken im Stil der Gotik als Monument historique in die Liste der denkmalgeschützten Objekte (Base Palissy) in Frankreich aufgenommen.
Das circa einen Meter hohe Taufbecken aus Marmor steht auf einer breiten Säule, die von vier schmäleren Säulen mit Basen und Kapitellen gerahmt wird. Am viereckigen Beckenrand sind Reliefs mit der Darstellung von Adam und Eva und Fabeltieren zu sehen. An einer Seite ist der heilige Dionysius, der Namenspatron der Kirche, nach seiner Enthauptung dargestellt.